# Masovna psihogena bolest
Masovna psihogena bolest (Mass psychogenic illness, MPI), takođe nazvana masovna sociogena bolest, masovni psihogeni poremećaj, epidemijska histerija ili masovna histerija, uključuje širenje simptoma bolesti kroz populaciju u kojoj nema infektivnog agensa odgovornog za zarazu. To je brzo širenje znakova i simptoma bolesti koji pogađaju članove kohezivne grupe, a koji potiču od poremećaja nervnog sistema koji uključuje ekscitaciju, gubitak ili promenu funkcije, pri čemu fizičke tegobe koje se nesvesno pokazuju nemaju odgovarajuće organske uzroke koji su poznati.

## Literatura
- Ali-Gombe, A. et al. "Mass hysteria: one syndrome or two?" British Journal of Psychiatry 1997; 170  387–78. Web. 17 Dec. 2009.
- Balaratnasingam, Sivasankaran and Aleksandar Janca. "Mass hysteria revisited." Current Opinion in Psychiatry 19(2) (2006): 171–74. Research Gate. Web. 28 Nov. 2009.
- Bartholomew, Robert. Little Green Men, Meowing Nuns and Head-Hunting Panics. Jefferson, North Carolina: McFarland & Company, Inc. Publishers. 2001. Print.
- Bartholomew, Robert and Simon Wessely. "Protean nature of mass sociogenic illness." The British Journal of Psychiatry 2002; 180: 300–06. Web. 28 Nov. 2009.
- Jones, Timothy. "Mass Psychogenic Illness: Role of the Individual Physician." American Family Physician. American Family of Family Physicians: 15 Dec. 2000. Web. 28 Nov. 2009.  Архивирано 2011-06-06 на сајту
- Kerchoff, Alan C. "Analyzing a Case of Mass Psychogenic Illness." Mass Psychogenic Illness: A Social Psychological Analysis. Ed. Colligan et al. Hillsdale, NJ: Lawrence Erlbaum Associates, Publishers, 1982. 5–19. Print.
- Mass, Weir E. "Mass sociogenic illness." CMAJ 2005; 172: 36. Web. 14 Dec. 2009.
- Moss, P. D. and C. P. McEvedy. "An epidemic of overbreathing among schoolgirls." British Medical Journal 2(5525) (1966):1295–1300. Web. 17 Dec. 2009.
- Phoon, W. H. "Outbreaks of Mass Hysteria at Workplaces in Singapore: Some Patterns and Modes of Presentation." Mass Psychogenic Illness: A Social Psychological Analysis. Ed. Colligan et al. Hillsdale, NJ: Lawrence Erlbaum Associates, Publishers, 1982. 21–31. Print.
- Radovanovic, Z (1996). „On the Origin of Mass Casualty Incidents in Kosovo, Yugoslavia, in 1990”. European Journal of Epidemiology. 12 (1): 101—13. PMID 8817187. S2CID 7676802. doi:10.1007/bf00144437.
- Singer, Jerome. "Yes Virginia, There Really Is a Mass Psychogenic Illness." Mass Psychogenic Illness: A Social Psychological Analysis. Ed. Colligan et al. Hillsdale, NJ: Lawrence Erlbaum Associates, Publishers, 1982. 21–31. Print.
- Stahl, Sydney; Lebedun, Morty (1974). „Mystery Gas: An Analysis of Mass Hysteria”. Journal of Health and Social Behavior. 15 (1): 44—50. JSTOR 2136925. PMID 4464323. doi:10.2307/2136925.
- Waller, John (2009). „Looking Back: Dancing plagues and mass hysteria”. The Psychologist. 22 (7): 644—47.
- Watson, Rory (1999-07-17). „Coca-Cola health scare may be mass sociogenic illness”. British Medical Journal. 319 (7203): 146. PMC 1174603 . PMID 10406745. doi:10.1136/bmj.319.7203.146a.
- Weir, Erica (2005-01-04). „Mass sociogenic illness”. Canadian Medical Association Journal. 172 (1): 36. PMC 543940 . PMID 15632400. doi:10.1503/cmaj.045027.
- Wessely, Simon (1987). „Mass hysteria: two syndromes?”. Psychological Medicine. 17 (1): 109—20. PMID 3575566. S2CID 32597423. doi:10.1017/s0033291700013027.